# Dietmar Danner
Dietmar Danner (ur. 29 listopada 1950 w Mannheimie) – niemiecki piłkarz występujący na pozycji pomocnika.

## Kariera klubowa
Danner zawodową karierę rozpoczynał w 1968 roku w VfR Mannheim z Regionalligi. W 1971 roku trafił do Borussii Mönchengladbach, grającej w Bundeslidze. W tych rozgrywkach zadebiutował 21 sierpnia 1971 roku w wygranym 5:1 meczu z Arminią Bielefeld. 13 października 1971 roku w wygranym 6:2 pojedynku z Eintrachtem Frankfurt strzelił 2 gole, które był jego pierwszymi w Bundeslidze. W Borussii spędził 9 lat. W tym czasie zdobył z klubem 2 Puchary UEFA (1975, 1979), 3 mistrzostwa RFN (1975, 1976, 1977), Puchar RFN (1973). Z zespołem wywalczył też 2 wicemistrzostwa RFN (1974, 1978), a także wystąpił w finale Pucharu Mistrzów 1977 (porażka z Liverpoolem.
W 1980 roku Danner odszedł do innego pierwszoligowego zespołu, FC Schalke 04. Pierwszy ligowy mecz zaliczył tam 16 sierpnia 1980 roku przeciwko Eintrachtowi Frankfurt (1:4). W 1981 roku spadł z nim do 2. Bundesligi. Wówczas odszedł do 1. FC Saarbrücken z Oberligi. Spędził tam rok, a potem przeniósł się do austriackiego LASK Linz, gdzie w 1983 roku zakończył karierę.

## Kariera reprezentacyjna
W reprezentacji RFN Danner zadebiutował 5 września 1973 roku w wygranym 1:0 towarzyskim meczu ze Związkiem Radzieckim. W 1976 roku został powołany do kadry na Mistrzostwa Europy. Zagrał na nich w meczach z Hiszpanią (1:1) i Jugosławią (2:2, 4:2 po dogrywce). Tamten turniej zespół RFN zakończył na 2. miejscu.
W latach 1973–1976 w drużynie narodowej Danner rozegrał w sumie 6 spotkań.